# Liczba Karlovitza
Liczba Karlovitza – liczba podobieństwa wykorzystywana podczas analizy procesu spalania turbulentnego, porównująca czas charakterystyczny reakcji chemicznych z czasem charakterystycznym dla turbulencji (czasem Kołmogorowa):
{\displaystyle Ka={\frac {\tau _{r}}{\tau _{k}}}}
gdzie:
- {\displaystyle \tau _{r}} – czas charakterystyczny dla reakcji chemicznych,
- {\displaystyle \tau _{k}} – czas Kołmogorowa, charakteryzujący występujący w przepływie turbulencje.